# باولو كامارا
باولو كامارا (من مواليد 8 أغسطس 1972، ريسيفي) سياسي برازيلي. أصبح حاكم بيرنامبوكو في 1 يناير 2015.
كان عضوا في الحركة الديمقراطية البرازيلية من 1985 إلى 1990.

## الحياة السياسية
في عام 2014 تم انتخابه حاكمًا لبيرنامبوكو. ساند كامارا كل من مارينا سيلفا في الجولة الأولى وأيسيو نيفيس في الجولة الثانية.